# Куликов, Алексей Александрович
Алексей Александрович Куликов (1917 год, село Выездное, Выездновская волость, Арзамасский уезд, Нижегородская губерния, Российская империя (ныне посёлок в Арзамасском районе Нижегородской области, Россия) — 22.9.1943, деревня Солошино, Касплянский район, Смоленская область, РСФСР, СССР (ныне в Вязгинском сельском поселении Смоленского района Смоленской области, Россия)) — участник Великой Отечественной войны, заместитель командира отделения роты противотанковых ружей 69-го стрелкового полка (97-я стрелковая дивизия, 39-я армия, Калининский фронт), ефрейтор. Закрыл своим телом амбразуру пулемёта.

## Биография
Родился в 1917 году в селе Выездном в крестьянской семье. Окончил четыре класса, затем работал чесальщиком в войлочном цехе и рабочим на ликёро-водочном заводе в Арзамасе.
В 1939 году Арзамасским райвоенкоматом был призван в РККА, служил на Дальнем Востоке. С мая 1943 года участвовал в боях на Калининском фронте. Отличился в бою 14 июля 1943 года, когда из противотанкового ружья уничтожил вражеское орудие и две пулемётные точки. 24 августа 1943 года был награждён медалью «За боевые заслуги».
В сентябре 1943 года 97-я стрелковая дивизия в ходе Смоленской наступательной операции наступала несколько севернее Смоленска. 22 сентября 1943 года подразделения 69-го стрелкового полка вели бой за высоту у деревни Солошино. Рота, в составе которой воевал Алексей Куликов, в четвёртый раз за день поднялась в атаку. Ефрейтор Куликов, передав противотанковое ружьё и вооружившись винтовкой, взял на себя командование подразделением и поднял его в атаку. Но бойцы снова залегли под пулемётным огнём. Ефрейтор Куликов бросился в направлении пулемёта, но в нескольких метрах от него был ранен. Тем не менее, ефрейтор сумел подползти к пулемёту, заколоть штыком солдата противника в траншее, а сам, теряя сознание, упал на пулемёт, закрыв его своим телом.
Был похоронен в деревне Солошино, позднее перезахоронен в селе Каспля.
Указом Президиума Верховного Совета СССР от 4 июня 1944 года за образцовое выполнение боевых заданий командования на фронте борьбы с немецко-фашистскими захватчиками и проявленные при этом мужество и героизм, ефрейтору Куликову Алексею Александровичу присвоено звание Героя Советского Союза (посмертно).

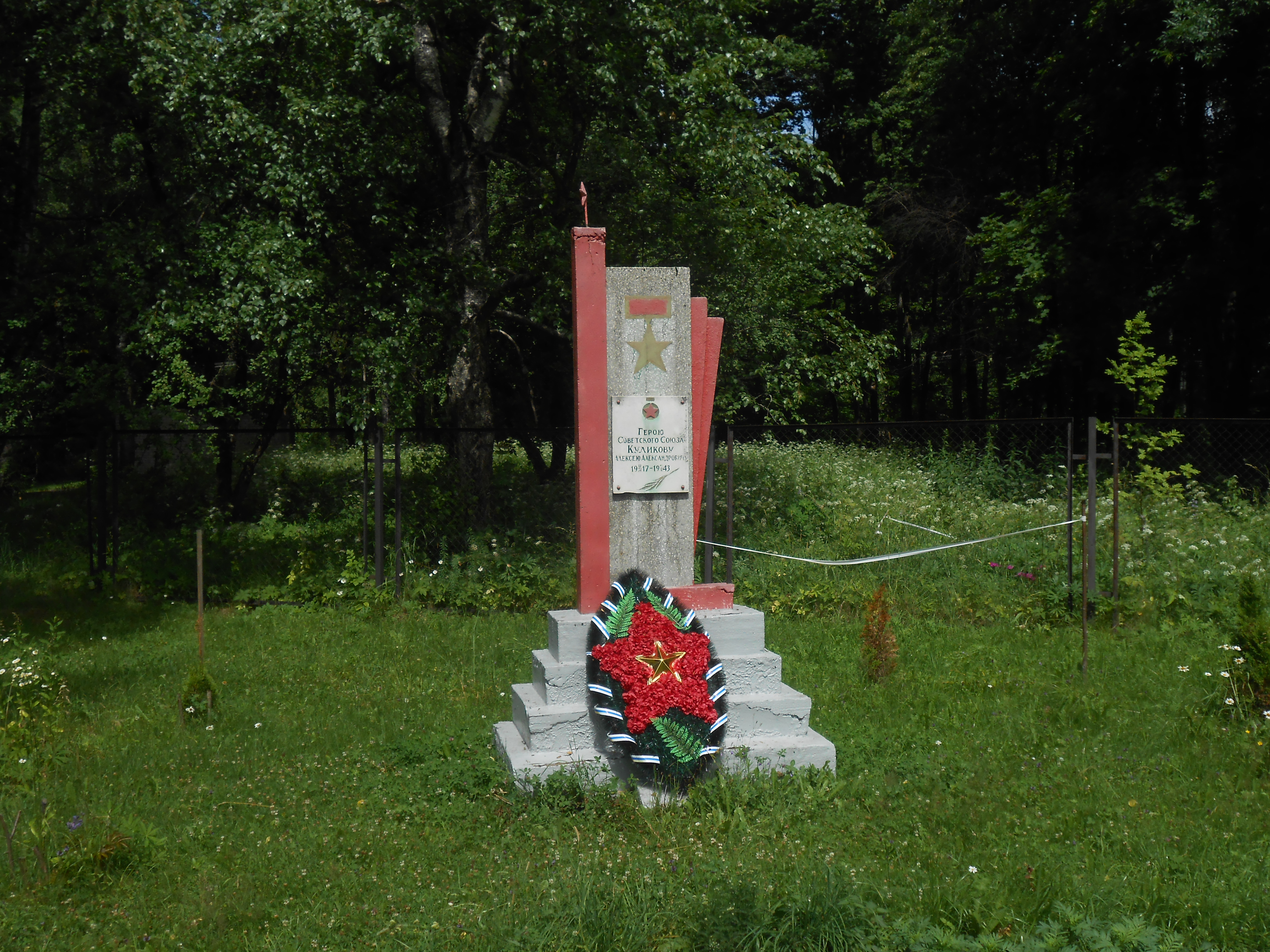
Памятник в селе Сыр-Липки.

Памятники герою установлены в селе Сыр-Липки (близ которого был совершён подвиг) и в посёлке Выездное, на родине Алексея Куликова. На здании ликёро-водочного завода в Арзамасе и в посёлке Выездное установлены мемориальные доски. Именем Алексея Куликова названы школы в Сыр-Липках и в Выездном, улицы в Арзамасе и Сыр-Липках и площадь в Выездном; также имя героя увековечено на стеле у Вечного огня в Нижнем Новгороде.